# Jean-François de Noailles

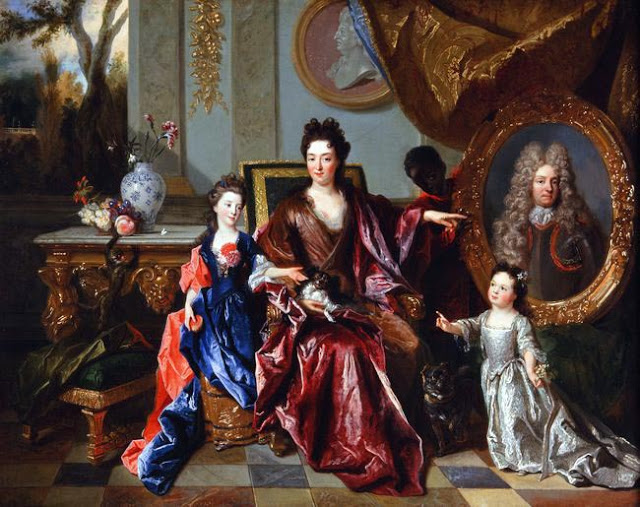
La famille du marquis de Noailles en 1689 par Nicolas de Largillierre.

Jean François de Noailles (dit le marquis de Noailles) est un maréchal de camp né le 28 août 1658 et mort le 23 juin 1699.
Il mourut en Flandres, au camp de Grozeillers

## Famille
Jean François, marquis de Noailles, est le fils d'Anne de Noailles, 1er duc de Noailles, et de Louise Boyer.
En 1687, il épouse Marguerite-Thérèse Rouillé. De leur mariage sont nées trois filles, toutes mortes sans postérité :
1. Louise Antoinette de Noailles (25 février 1688 - 21 août 1690) ;
2. Anne-Marie de Noailles (10 janvier 1691 - 17 juillet 1703) ;
3. Anne-Catherine de Noailles (28 septembre 1694 - 7 novembre 1716) elle épouse  Louis-François-Armand de Vignerot du Plessis, duc de Richelieu

Devenue veuve, Marguerite Rouillé de Meslay, marquise de Noailles, se remarie en 1702 avec Armand Jean de Vignerot du Plessis, duc de Richelieu.
Sans enfant de ce second mariage, elle meurt à Paris, paroisse Saint Sulpice, le 27 octobre 1729, sans laisser de descendance.